# Centreville (Maryland)
Centreville è una town degli Stati Uniti d'America, capoluogo della Contea di Queen Anne nello Stato del Maryland. Secondo il censimento del 2010 la popolazione è di 4 285 abitanti.

## Geografia fisica
Le coordinate geografiche di Centreville sono 39°02′46″N 78°03′52″W (39.046206, -76.064345). Centreville occupa un'area totale di 6,35 km², tutti di terra.

## Società

### Evoluzione demografica
Al censimento del 2010, risultarono 4 285 abitanti, 1 568 nuclei familiari e 1 102 famiglie residenti in città. Ci sono 1 694 alloggi con una densità di 267,0/km². La composizione etnica del villaggio è 85,0% bianchi, 10,6% neri o afroamericani, 0,3% nativi americani, 1,4% asiatici, 0,5% di altre razze e 2,7% ispanici e latino-americani. Dei 1 568 nuclei familiari il 38,0% ha figli di età inferiore ai 18 anni che vivono in casa, 55,8% sono coppie sposate che vivono assieme, 11,4% è composto da donne con marito assente, e il 29,7% sono non-famiglie. Il 25,1% di tutti i nuclei familiari è composto da singoli 10,8% da singoli con più 65 anni di età. La dimensione media di un nucleo familiare è di 2,60 mentre la dimensione media di una famiglia è di 3,12. La suddivisione della popolazione per fasce d'età è la seguente: 27,5% sotto i 18 anni, 5,2% dai 18 ai 24, 26% dai 25 ai 44, 23,4% dai 45 ai 64, e il 17,9% oltre 65 anni. L'età media è di 39,5 anni. Per ogni 100 donne ci sono 88,2 maschi. Per ogni 100 donne sopra i 18 anni, ci sono 79,7 maschi. Il reddito medio di un nucleo familiare è di $41 100 mentre per le famiglie è di $55 595. Gli uomini hanno un reddito medio di $37 011 contro $25 625 delle donne. Il reddito pro capite della città è di $20 630. Circa l'8,1% delle famiglie e il 15,4% della popolazione è sotto la soglia della povertà. Sul totale della popolazione il 17,3% dei minori di 18 anni e il 17,4% di chi ha più di 65 anni vive sotto la soglia della povertà.

## Monumenti e luoghi d'interesse

### Architetture civili
A Centreville ha sede il Palazzo di giustizia della Contea di Queen Anne. Edificato nel XVIII secolo, risulta essere il più antico palazzo di giustizia nel territorio statunitense rimasto senza cambiare la sua destinazione d'uso originale, inoltre è uno degli unici due palazzi di giustizia risalenti al XVIII secolo rimasti in tutto il Maryland.